# Fernando Meza Moncada
Fernando Meza Moncada (Temuco, 14 de julio de 1946) es un médico cirujano y político chileno, exmilitante del Partido Radical (PR). Fue diputado por el distrito 23 de la Región de la Araucanía.
Anteriormente entre 2002 y 2018 fue diputado por el distrito N.º 52.

## Biografía
Es hijo de Esteban Meza, chofer del Seguro Social y Margarita Moncada, costurera. Se casó con Raquel Marqués con quien tuvo dos hijos.
Sus primeros estudios los realizó en el Liceo de Hombres de Temuco. Realizó su enseñanza superior en Cuba, donde gracias a una beca otorgada por el gobierno de Salvador Allende pudo ingresar a la Universidad de La Habana para estudiar medicina. Posteriormente, se doctoró en la especialidad de Reumatología en la Universidad de Bilbao en España.
Trabajó como director médico de la lucha Antidrogas y Contra el Sida de la Comunidad de Madrid en España. De regreso a Chile, se dedicó a ejercer su profesión en las zonas rurales de la Novena Región y en el Hospital de Gorbea.

## Carrera política
El año 1964 ingresó al Partido Radical (PR). El golpe de Estado de 1973 lo sorprendió mientras estudiaba en Cuba. Permaneció exiliado en la isla caribeña hasta que se trasladó a España.
En 1997 fue elegido presidente regional del Partido Radical Socialdemócrata (PRSD) en la Región de La Araucanía.
En las elecciones parlamentarias de 2001 se presentó como candidato a diputado por el distrito 52 de Cunco, Curarrehue, Gorbea, Loncoche, Pucón, Toltén y Villarrica, donde resultó elegido. Integró las comisiones de Obras Públicas, Transportes y Telecomunicaciones; y Agricultura, Silvicultura y Desarrollo Rural. Junto con la Comisión Especial para el Desarrollo del Turismo y la Investigadora sobre irregularidades en la Casa de Moneda de Chile.
Fue reelecto para el período 2006-2010, y durante su gestión integró las comisiones de Recursos Naturales, Bienes Nacionales y Medio Ambiente, la que presidió; y de Trabajo y Seguridad Social; y Ciencia y Tecnología. Además de las comisiones especiales que Establece Beneficios para los Discapacitados; y Sobre Intervención Electoral. También fue miembro del Grupo Interparlamentario chileno – venezolano. Fue 2.º vicepresidente de la Cámara, entre el 20 de marzo de 2007 y el 13 de marzo de 2008. 
Fue reelegido diputado en las elecciones parlamentarias de 2009. Ejerció como presidente interino del PRSD tras la renuncia de José Antonio Gómez por la derrota electoral de la Concertación en la presidencial de 2010. Durante su período como líder del radicalismo fue cuestionado por insinuar un posible pacto de su colectividad con los partidos de derecha. Finalmente presentó su renuncia, siendo sucedido por el propio Gómez.
En las elecciones parlamentarias de 2017 fue elegido diputado por el nuevo distrito 23. En diciembre de 2019 votó a favor de la cuestión previa que dejó sin efecto la primera acusación constitucional contra Sebastián Piñera, por lo cual el Consejo General del Partido Radical acogió una propuesta de los presidentes regionales del partido para expulsarlo. Finalmente, el 19 de diciembre, anunció su renuncia a la militancia radical, junto al también diputado Carlos Abel Jarpa. En 2021 retornó a la bancada del PR e incluso votó a favor de la segunda acusación constitucional contra Piñera en noviembre de ese año.

## Historia electoral

### Elecciones parlamentarias de 2001
- Elecciones parlamentarias de 2001, por el Distrito 52 (Cunco, Curarrehue, Gorbea, Loncoche, Pucón, Toltén y Villarrica)[10]

| Candidato                   | Pacto                          | Partido | Votos  | %     | Resultado |
| --------------------------- | ------------------------------ | ------- | ------ | ----- | --------- |
| René Manuel García García   | Alianza por Chile              | RN      | 23 370 | 38,43 | Diputado  |
| Fernando Meza Moncada       | Concertación por la Democracia | PRSD    | 16 781 | 27,59 | Diputado  |
| Mario Acuña Cisternas       | Concertación por la Democracia | PDC     | 11 694 | 19,23 |           |
| Juan Kaiser Wagner          | Alianza por Chile              | UDI     | 7723   | 12,70 |           |
| Mauricio Teillier Del Valle | Partido Comunista              | PC      | 1245   | 2,05  |           |

### Elecciones parlamentarias de 2005
- Elecciones parlamentarias de 2005, por el Distrito 52 (Cunco, Curarrehue, Gorbea, Loncoche, Pucón, Toltén y Villarrica)[11]

| Candidato                    | Pacto                         | Partido | Votos  | %     | Resultado |
| ---------------------------- | ----------------------------- | ------- | ------ | ----- | --------- |
| Fernando Meza Moncada        | Concertación Democrática      | PRSD    | 25 000 | 38,15 | Diputado  |
| René Manuel García García    | Alianza                       | RN      | 24 453 | 37,32 | Diputado  |
| Mario Acuña Cisternas        | Concertación Democrática      | PDC     | 8780   | 13,40 |           |
| Alejandro Martini Iriarte    | Alianza                       | UDI     | 4084   | 6,23  |           |
| Miguel Ángel Arteaga Cares   | Fuerza Regional Independiente | ANI     | 1624   | 2,48  |           |
| Francisco Painevilo Lincoñir | Juntos Podemos Más            | PC      | 905    | 1,38  |           |
| Pablo González Cueto         | Juntos Podemos Más            | PH      | 677    | 1,03  |           |

### Elecciones parlamentarias de 2009
- Elecciones parlamentarias de 2009, por el Distrito 52 (Cunco, Curarrehue, Gorbea, Loncoche, Pucón, Toltén y Villarrica)[12]

| Candidato                    | Pacto                         | Partido | Votos  | %     | Resultado |
| ---------------------------- | ----------------------------- | ------- | ------ | ----- | --------- |
| Fernando Meza Moncada        | Concertación y Juntos Podemos | PRSD    | 22 116 | 32,72 | Diputado  |
| René Manuel García García    | Coalición por el Cambio       | RN      | 20 726 | 30,66 | Diputado  |
| Erwin Gudenschwager Jiménez  | Coalición por el Cambio       | UDI     | 10 686 | 15,81 |           |
| Andrés Jouannet Valderrama   | Concertación y Juntos Podemos | PDC     | 8988   | 13,30 |           |
| Patricia Mena Vera           | Chile Limpio. Vote Feliz      | PRI     | 2195   | 3,25  |           |
| Sergio Mora Hernández        | Nueva Mayoría para Chile      | ILC     | 1427   | 2,11  |           |
| Francisco Painevilo Lincoñir | Chile Limpio. Vote Feliz      | PRI     | 782    | 1,16  |           |
| Eladio Candia Gajardo        | Nueva Mayoría para Chile      | PH      | 671    | 0,99  |           |

### Elecciones parlamentarias de 2013
- Elecciones parlamentarias de 2013, por el Distrito 52 (Cunco, Curarrehue, Gorbea, Loncoche, Pucón, Toltén y Villarrica)[13]

| Candidato                 | Pacto             | Partido | Votos  | %     | Resultado |
| ------------------------- | ----------------- | ------- | ------ | ----- | --------- |
| Fernando Meza Moncada     | Nueva Mayoría     | PRSD    | 19 392 | 31,97 | Diputado  |
| René Manuel García García | Alianza           | RN      | 14 363 | 23,68 | Diputado  |
| Francisco Reyes Salgado   | Alianza           | UDI     | 13 937 | 22,97 |           |
| José Montalva Feuerhake   | Nueva Mayoría     | PPD     | 11 197 | 18,46 |           |
| José Castro Méndez        | Partido Humanista | PH      | 1761   | 2,90  |           |

### Elecciones parlamentarias de 2017
- Elecciones parlamentarias de 2017 a Diputados por el distrito 23 (Carahue, Cholchol, Cunco, Curarrehue, Freire, Gorbea, Loncoche, Nueva Imperial, Padre Las Casas, Pitrufquén, Pucón, Saavedra, Temuco, Teodoro Schmidt, Toltén y Villarrica)[14]

| Candidato                  | Pacto                    | Partido | Votos  | %    | Resultados |
| -------------------------- | ------------------------ | ------- | ------ | ---- | ---------- |
| René Saffirio Espinoza     | Independiente            | IND     | 38 469 | 17.1 | Diputado   |
| Andrés Molina Magofke      | Chile Vamos              | EVO     | 23 903 | 10.7 | Diputado   |
| René Manuel García García  | Chile Vamos              | RN      | 23 079 | 10.3 | Diputado   |
| Ricardo Celis Araya        | La Fuerza de la Mayoría  | PPD     | 16 325 | 7.3  | Diputado   |
| José Montalva Feuerhake    | La Fuerza de la Mayoría  | PPD     | 13 737 | 6.1  |            |
| Miguel Mellado Suazo       | Chile Vamos              | RN      | 13 701 | 6.1  | Diputado   |
| Fernando Meza Moncada      | La Fuerza de la Mayoría  | PRSD    | 13 632 | 6.1  | Diputado   |
| Henry Leal Bizama          | Chile Vamos              | UDI     | 11 610 | 5.3  |            |
| Andrés Jouannet Valderrama | Convergencia Democrática | PDC     | 8152   | 3.6  |            |
| Sebastián Álvarez Ramírez  | Chile Vamos              | EVO     | 5313   | 2.4  | Diputado   |
| Felipe Valdebenito Leiva   | Frente Amplio            | PH      | 5313   | 2.4  |            |
| Mario González Rebolledo   | La Fuerza de la Mayoría  | PRSD    | 4641   | 2.1  |            |